# 日本三越洋行旧址
日本三越洋行旧址，位于中华人民共和国辽宁省大连市中山区中山路108号，已列为大连市文物保护单位。

## 保护
2003年9月29日，日本三越洋行旧址公布为第五批大连市文物保护单位。